# Bataille de Nouvelle-Géorgie
Seconde Guerre mondiale - Pacifique
Batailles
Terrestres : 
- Invasion de Tulagi
- Guadalcanal
- Opération Ke
- Nouvelle-Géorgie
- Vella Lavella
- Îles du Trésor
- Choiseul
- Bougainville
- Îles Green

Navales :
- Détroit de Blackett
- I-Go
- Bataille du golfe de Kula
- Kolombangara
- Golfe de Vella
- Vella Lavella (navale)
- Baie de l'Impératrice Augusta
- Horaniu
- Cap Saint-George

La bataille de Nouvelle-Géorgie est une bataille de la Seconde Guerre mondiale dans le théâtre d'opérations de l'océan Pacifique, au cours de laquelle les américains assistés d'éléments néo-zélandais conquirent l'île de la Nouvelle-Géorgie dans les îles Salomon.
L'opération, qui suit de quelques mois la fin de la campagne de Guadalcanal, marque le début de la seconde phase de la campagne des îles Salomon.

## Contexte
Les Japonais avaient capturé la Nouvelle-Géorgie en 1942 et construit une base aérienne à Munda Point qui a commencé ses opérations en décembre 1942 pour soutenir les offensives Guadalcanal. Comme il est apparu clairement, à la fin de 1942, qu'ils ne pouvaient pas tenir Guadalcanal les commandants japonais avaient deviné que les Alliés allaient se déplacer vers la base japonaise à Rabaul en Nouvelle-Bretagne, et que les îles Salomon étaient les étapes logiques sur le chemin.
L'armée impériale japonaise estima que la tenue des îles Salomon serait finalement impossible et qu'il serait préférable d'attendre une attaque alliée sur Bougainville qui serait beaucoup moins difficile à renforcer. La Marine impériale japonaise a préféré retarder l'avance des Alliés aussi longtemps que possible par le maintien d'une ligne lointaine de défense. En l'absence de commande central efficace, les deux services mettent en œuvre leurs propres plans : la marine a assumé la responsabilité pour la défense des îles Salomon centrales et l'armée des îles Salomon du Nord.
En début de 1943, certains dirigeants des pays alliés, notamment le commandant en chef de la zone du Pacifique Sud-Ouest, le général Douglas MacArthur, avaient voulu mettre l'accent sur la capture de Rabaul, mais la force japonaise là-bas et le manque d'engins de débarquement signifie qu'une telle opération n'était pas pratique en 1943. Au lieu de cela, à l'initiative de chefs d'état-major des armées, un plan baptisé Opération Cartwheel a été élaboré, qui proposait d'envelopper et couper Rabaul sans capture, par des offensives simultanées sur le territoire de Nouvelle-Guinée et au nord par les îles Salomon.
Au début de 1943, les défenses japonaises ont été préparés contre débarquement allié possible sur la Nouvelle-Géorgie, Kolombangara et Santa Isabel. En juin 1943, il y avait 10 500 soldats en Nouvelle-Géorgie dont 9 000 retranchés sur Kolombangara en l'attente d'une attaque des Alliés.

## La bataille

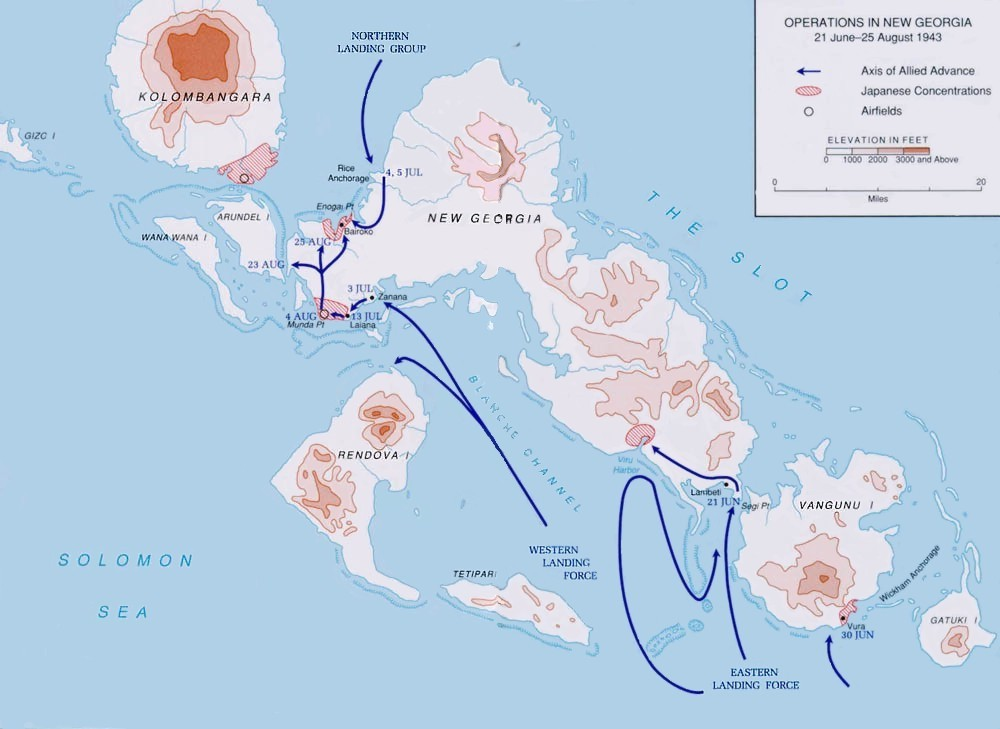
Les opérations en Nouvelle-Géorgie

Après divers débarquement menés principalement par les Américains, assistés de troupes au sol néo-zélandaises et d'un support aérien australien et néo-zélandais, les Alliés prirent possession des diverses îles de l'archipel. Les principales infrastructures nippones sur l'île Kolombangara ne tombèrent cependant que fin août 1943.
Hormis quelques navires de guerre néo-zélandais, aucun navire allié n'est resté de façon permanente autour des îles durant la campagne, ce qui permit à la majorité des troupes japonaises en Nouvelle-Géorgie de se replier par la mer vers Rabaul en Nouvelle-Bretagne, leur principale base militaire dans le Pacifique sud.

### Sources et bibliographie
- Joseph H. Alexander, Edson's Raiders : The 1st Marine Raider Battalion in World War II, Naval Institute Press, 2000 (ISBN 1-55750-020-7).
- Brian Altobello, Into the Shadows Furious, Presidio Press, 2000 (ISBN 0-89141-717-6).
- Eric M. Bergerud, Touched with Fire : The Land War in the South Pacific, Penguin, 1997 (ISBN 0-14-024696-7).
- Eric Augustus Feldt, The Coastwatchers, Victoria, Australia, Penguin Books, 1946 (original text), 1991 (this edition) (ISBN 978-0-14-014926-5 et 0-14-014926-0).
- Eric M. Hammel, New Georgia, Bougainville, and Cape Gloucester : The U.S. Marines in World War II A Pictorial Tribute, Pacifica Press, 2008 (ISBN 978-0-7603-3296-2 et 0-7603-3296-7).
- Eric M. Hammel, Munda Trail : The New Georgia Campaign, June – August 1943, Pacifica Press, 1999 (ISBN 0-935553-38-X).
- Saburo Hayashi, Kogun : The Japanese Army in the Pacific War, Marine Corps. Association, 1959.
- D. C. Horton, Fire Over the Islands, 1970 (ISBN 0-589-07089-4).
- Walter Lord, Lonely Vigil; Coastwatchers of the Solomons, New York, Naval Institute Press, 2006 (1re éd. 1977) (ISBN 1-59114-466-3).
- William L. McGee, The Solomons Campaigns, 1942–1943 : From Guadalcanal to Bougainville—Pacific War Turning Point, Volume 2 (Amphibious Operations in the South Pacific in WWII), BMC Publications, 2002 (ISBN 0-9701678-7-3).
- Samuel Eliot Morison, Breaking the Bismarcks Barrier, vol. 6 of History of United States Naval Operations in World War II, Castle Books, 1958 (ISBN 0-7858-1307-1).
- Oscar F. Peatross, Bless 'em All : The Raider Marines of World War II, Review, 1995 (ISBN 0-9652325-0-6).
- Floyd W. Radike, Across the Dark Islands : The War in the Pacific, 2003 (ISBN 0-89141-774-5).
- F. A. Rhoades, A Diary of a Coastwatcher in the Solomons, Fredericksburg, Texas, U.S.A., Admiral Nimitz Foundation, 1982.
- Gordon L. Rottman, Japanese Army in World War II : The South Pacific and New Guinea, 1942–43, Oxford and New York, Osprey, 2005 (ISBN 1-84176-870-7).